# Prostitución en Kirguistán
La prostitución en Kirguistán es legal desde 1998, pero el funcionamiento de burdeles, el proxenetismo y el reclutamiento de personas para la prostitución son actividades ilegales, con penas de hasta cinco años de prisión. Se calcula que hay más de 7 000 profesionales del sexo en el país, ejerciéndose la prostitución mayormente en la calle, así como en bares, hoteles y burdeles.
Se ha culpado a la prostitución del aumento del sida. La prevalencia del VIH entre las trabajadoras del sexo es del 2 %.
El tráfico sexual es un problema en el país.

## Cumplimiento de la ley
Organizaciones y trabajadoras del sexo denuncian acoso y corrupción por parte de las fuerzas del orden y controles sanitarios forzosos. Desde la creación del Departamento de Lucha contra la Trata de Seres Humanos y los Delitos contra la Moral Pública de la Policía en 2013, la situación se ha deteriorado. En la capital, Biskek, el antiguo barrio rojo de la calle Pravda está desprovisto de prostitutas. Hay unas pocas mamochki (madames) en la calle, las trabajadoras del sexo están en hoteles cercanos.
Al parecer, agentes de policía kirguizos explotan a mujeres víctimas de la trata, algunas menores de edad años, para mantener relaciones sexuales tanto en saunas como en la calle. Persiste la preocupación por la mala conducta y la corrupción de la policía, incluidas las denuncias de amenazas y extorsiones a víctimas del tráfico sexual, incluidas menores de edad, y los informes de que aceptan sobornos de presuntos traficantes para que abandonen los casos.

## Tais Plus
La ONG Таис Плюс (Tais Plus) es una organización que defiende los derechos de las trabajadoras del sexo y les proporciona apoyo y educación.
La organización fue creada en 1997 por un grupo de trabajadoras del sexo como "sindicato". En 2000 se registró como ONG y recibió el estatus de organización pública.
En 2005, Tais Plus se opuso con éxito a una enmienda de la ley que criminalizaba el trabajo sexual, y en 2012 volvió a oponerse a una propuesta de enmienda para convertir la prostitución en una infracción administrativa.
Se calcula que el proyecto de divulgación de la organización ha llegado al 90 % de las trabajadoras del sexo de Kirguistán.

## Tráfico sexual
Se trata de un país de origen, tránsito y destino de mujeres y niños víctimas del tráfico sexual. Mujeres y niñas son objeto de tráfico sexual en el extranjero, al parecer en Turquía, Emiratos Árabes Unidos, India, Rusia, Kazajistán, Corea del Sur y dentro del país. Las adolescentes menores de edad procedentes de Uzbekistán son cada vez más víctimas del tráfico sexual en la región meridional de Kirguistán. Algunos hombres y mujeres de Uzbekistán, Tayikistán y Turkmenistán transitan por el país emigrando a Rusia, Emiratos Árabes Unidos y Turquía, donde pueden ser objeto de tráfico sexual.
El artículo 124 del Código Penal, titulado "Trata de personas", tipifica como delito el tráfico sexual y laboral de adultos y niños. El artículo exige que el fiscal demuestre que el delincuente utilizó la fuerza, el chantaje, el fraude, el engaño o el secuestro en los casos de trata con fines sexuales, independientemente de que la víctima sea un niño o un adulto. El gobierno inició cinco investigaciones por trata sexual en virtud de dicho artículo legal en 2016.
La Oficina de Vigilancia y Lucha contra la Trata de Personas del Departamento de Estado de los Estados Unidos clasificó en 2023 a Kirguistán como "nivel 2".